# Classe Mutsuki
La classe Mutsuki (睦月型駆逐艦?, Mutsukigata kuchikukan) era composta da dodici cacciatorpediniere di squadra e appartenne alla Marina imperiale giapponese: ordinati nel 1923, gli esemplari entrarono progressivamente in servizio dalla metà degli anni venti. Si trattava di un'ulteriore evoluzione della capostipite classe Minekaze, della quale manteneva i quattro cannoni da 120 mm Type 3 in postazioni singole, l'apparato motore e le linee generali, ma fu dotata (innovazione negli ambienti marittimi militari del Giappone) di lanciasiluri da 610 mm, risposta nipponica alla limitazione delle navi capitali imposta dal trattato navale di Washington.
I Mutsuki rimasero a lungo in prima linea nelle divisioni cacciatorpediniere della Marina imperiale, a dispetto delle deludenti prestazioni velocistiche (inferiori a quanto richiesto). Già durante gli anni trenta ricevettero alcune modifiche minori. Nel primo anno di guerra in Asia e Pacifico, organizzati nella 22ª, 23ª e 30ª Divisione, dettero modesto contributo alle vittoriose occupazioni delle Filippine e delle Indie olandesi; maggiore impiego conobbero sul versante orientale dell'immenso fronte oceanico, dove si svolsero operazioni di minore importanza e che in genere conobbero scarso contrasto da parte degli Alleati: tuttavia all'inizio della battaglia dell'Isola di Wake (11 dicembre 1941) andò perduto il Kisaragi. Sempre nella fase iniziale del conflitto i Mutsuki cominciarono a incrementare la deficiente dotazione contraerea e cinque navi furono convertite in trasporti d'assalto; addirittura l'Uzuki fu estesamente modificato per essere in grado di lanciare e recuperare chiatte motorizzate dalla poppa. Nessuna unità sopravvisse all'intenso e rischioso servizio, espletato dalle isole Salomone alle Filippine: eccettuati il Minazuki e l'Uzuki, rispettivamente vittima di un sommergibile e di due motosiluranti, tutti gli altri esemplari furono affondati da attacchi aerei, che si rivelarono sempre letali a dispetto della crescente profusione di artiglieria contraerea leggera.

## Progetto
Alla fine della prima guerra mondiale l'Impero giapponese aveva messo in cantiere una nuova generazione di cacciatorpediniere di squadra, la classe Minekaze: caratterizzata da insellatura tra castello di prua e torre di comando, armamento d'artiglieria su piedistalli e dotazione silurante numerosa, rappresentò un progetto apprezzato dai vertici militari. Da esso derivò, con poche modifiche, la successiva classe Kamikaze, immessa in servizio a metà degli anni venti. Già al principio del decennio, comunque, il governo e la Marina imperiali avevano previsto di rafforzare ulteriormente il nucleo di cacciatorpediniere: erano però vincolati al trattato navale di Washington del febbraio 1922, che aveva messo il Giappone in condizioni d'inferiorità circa le navi capitali – in particolare corazzate e incrociatori da battaglia. Per sopperire a tale deficienza fu deciso di incrementare nettamente l'equipaggiamento offensivo di altri tipi di unità militari non menzionati nel trattato e, al contempo, di dare sempre più valore agli apparati lanciasiluri. La nuova classe Mutsuki di "cacciatorpediniere oceanici di prima classe" rientrò in tale processo e conobbe una cura particolare riguardo all'armamento silurante (peraltro non nuova alla pianificazione e tecnologia militare nipponiche) e introdusse alcune innovazioni, come la prua con profilo a "S" atta a facilitare la navigazione. Al contrario le macchine, il numero e i tipi di cannoni rimasero invariati rispetto ai precedenti progetti.

## Caratteristiche generali

### Scafo e dotazioni
I cacciatorpediniere tipo Mutsuki erano molto simili ai precedenti Kamikaze: presentavano una lunghezza tra le perpendicolari di 97,54 metri, una lunghezza alla linea di galleggiamento di 100,20 metri, fuori tutto di 102,41 metri e una larghezza massima di 9,14 metri, con un pescaggio pari a 3,05 metri. Sebbene fosse stato mantenuto il ponte di comando corazzato, il dislocamento standard era diminuito a 1336 tonnellate; il dislocamento normale (ovvero la nave con tutti gli equipaggiamenti ma solo i due terzi di provviste, munizioni e simili) ammontava a 1465 tonnellate e il dislocamento a pieno carico ascendeva a 1800,40 tonnellate, circa sessanta in più dei Kamikaze. Ciò era dovuto anche alla nuova prua sagomata a "S", più pesante e più larga. Al momento dell'entrata in servizio l'equipaggio contava 150 tra ufficiali, sottufficiali e marinai.

### Impianti propulsivi
Uguale si era mantenuto l'impianto propulsore, composto da quattro caldaie Kampon e da due turbine a ingranaggi a vapore Parsons; a ciascuna di queste era vincolato un albero motore dotato di elica e in totale era erogata una potenza di 38500 shp. L'apparato scaricava attraverso due grossi fumaioli ed era alimentato a olio combustibile, del quale a bordo era tenuta una riserva di 420 tonnellate: ne derivò un'autonomia massima di 4000 miglia alla velocità di 14 nodi (circa 7400 chilometri a 26,6 km/h) o, secondo un'altra fonte, alla velocità di crociera di 15 nodi, vale a dire 28,5 km/h. La velocità massima fu però deludente, dacché i Mutsuki furono incapaci di superare i 33,5 nodi (63,7 km/h) a pieno carico e non raggiunsero mai i 37 nodi richiesti e indicati nel progetto. Inoltre due esemplari (Yayoi, Nagatsuki) montarono turbine Rateau e Zoelly acquistate all'estero, molto probabilmente per carenza di macchinari nazionali, senza però che si riscontrassero cambiamenti nelle prestazioni.

### Armamento

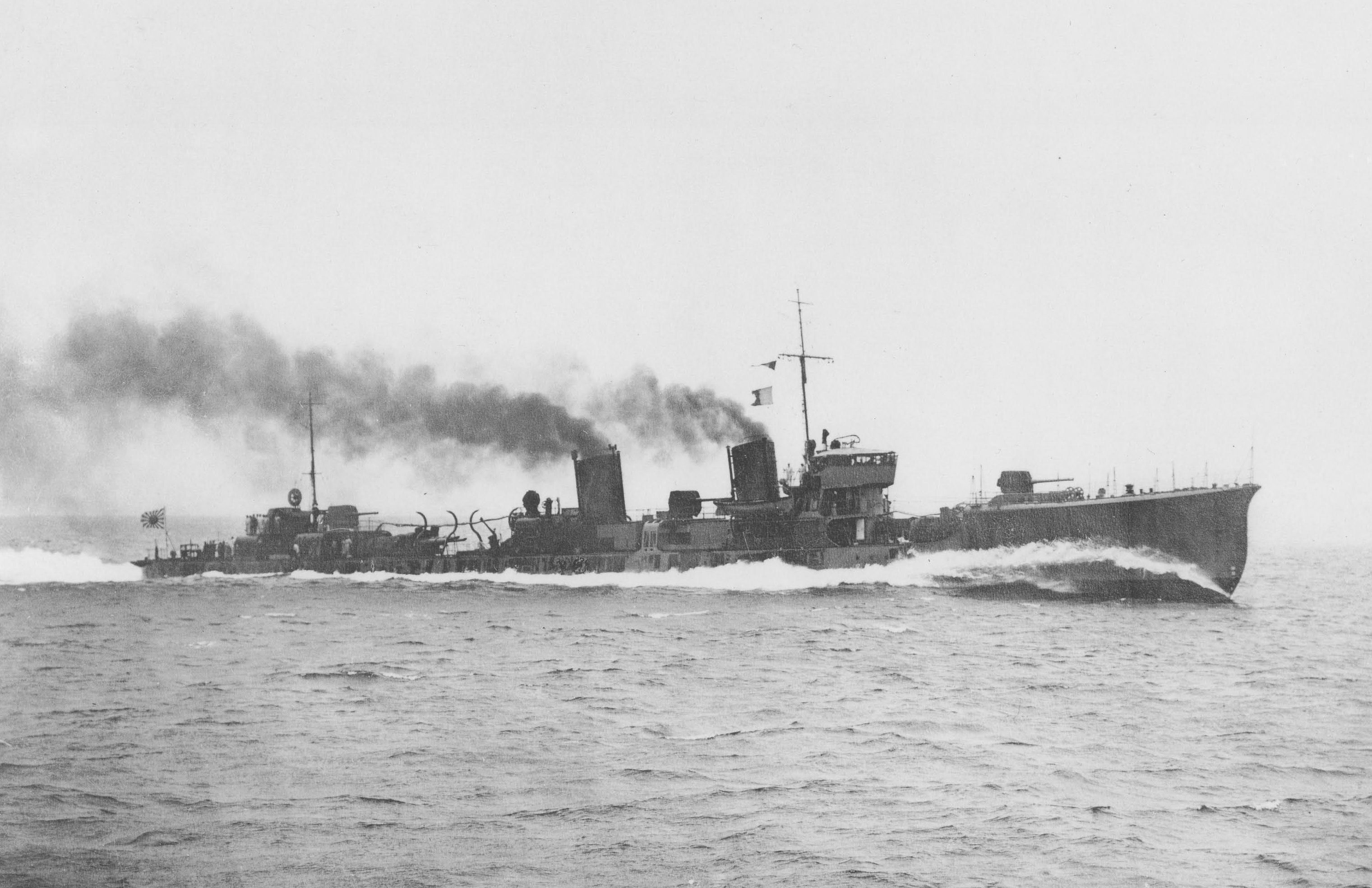
Il Minazuki lanciato ad alta velocità: si distinguono bene i cannoni Type 3 da 120 mm e verso poppa, meno visibile, si può notare uno degli apparati lanciasiluri Type 12

La vera novità dei Mutsuki risiedeva nell'armamento silurante. Al posto degli abituali tre impianti doppi di tubi lanciasiluri da 533 mm, dislocati lungo l'asse longitudinale dello scafo, furono introdotte nuove installazioni trinate del calibro di 610 mm, che per la prima volta appariva sui cacciatorpediniere giapponesi: una era sito nell'insellatura tra castello di prua e torre di comando – nonostante questa sistemazione la esponesse troppo all'acqua salmastra in condizioni di mare agitato – e l'altra era sistemata a poppavia. Tale configurazione manteneva inalterata la capacità offensiva delle navi e, al contempo, liberava parte del ponte, che fu sfruttata per caricare una riserva di sei siluri (altrettanti erano già nei tubi). L'installazione trinata servita da motori elettrici, denominata Type 12, utilizzava il siluro Type 8 sviluppato a partire dal 1919, un ordigno del calibro di 610 mm. Era lungo 8,41 metri, propulso a vapore e con una testata esplosiva di 345 chili, poco meno di un settimo del peso complessivo; poteva essere lanciato alla velocità di 38, 32 o 28 nodi e raggiungere rispettivamente una portata di 9900, 15000 e 20000 metri. L'equipaggiamento artiglieresco rimase basato su quattro cannoni Type 3 da 120 mm lunghi 45 calibri (L/45), dei quali uno sul castello di prua davanti alla plancia, uno tra i fumaioli e due a poppa; il quarto pezzo era rivolto in ritirata, gli altri tre in caccia. Ciascun cannone era piazzato su un piedistallo individuale e disponeva di una propria scudatura, che forniva modesta protezione sul frontale e sui lati dalle schegge e dalle intemperie. Il Type 3 era capace di sparare una granata da 20 chili alla velocità iniziale di 825 m/s, con una gittata massima di circa 16000 metri; la cadenza di tiro era di un colpo ogni 12 secondi. Il brandeggio era manuale.
Ai lati della torre di comando furono sistemate due mitragliatrici leggere Lewis da 7,7 mm, deputate alla difesa contraerea. Ai lati della poppa erano inoltre disponibili due lanciatori Type 81 per bombe di profondità e due rastrelliere contenenti nel complesso diciotto ordigni. Infine ciascun esemplare era stato fornito di sedici mine con i relativi strumenti di posa e, sul rotondo di poppa, di un apparato di sminamento per operare come dragamine e bonificare tratti di mare.

## Costruzione
La classe Mutsuki fu ordinata in dodici unità nel programma navale del 1923 e i costi furono parimenti concentrati nell'anno fiscale 1923. Secondo le convenzioni allora vigenti in seno alla Marina imperiale, tutti i cacciatorpediniere furono battezzati con un numero e non con un nome: pertanto il primo esemplare, futuro Mutsuki, fu designato come 19-Gō kuchikukan ("cacciatorpediniere Numero 19"), il successivo 21-Gō kuchikukan ("cacciatorpediniere Numero 21", poi Kisaragi) e così via. Inizialmente la sequenza di numeri fu solo dispari, perché i pari erano stati assegnati agli esemplari classe Wakatake, la cui fabbricazione avvenne in parallelo; una volta che la costruzione di tale gruppo fu terminata, la classe Mutsuki fu numerata senza salti. Le dodici navi ebbero infine nomi propri il 1º agosto 1928, quando entrarono in vigore nuovi regolamenti.
I cacciatorpediniere furono impostati tra il gennaio 1923 e il novembre 1926, varati tra il marzo 1925 e l'aprile 1927 e completati tra il novembre 1925 e l'ottobre 1927. All'assemblamento delle unità parteciparono vari stabilimenti: cinque furono varate a Tokyo dai cantieri Uraga e Ishikawajima, tre dalla ditta Fujinagata a Osaka; gli arsenali della marina di Sasebo e di Maizuru, infine, ne fornirono due ciascuno.

## Unità
| Nome                            | Cantiere             | Impostazione     | Varo             | Completamento         | Destino finale |
| ------------------------------- | -------------------- | ---------------- | ---------------- | --------------------- | --- |
| Satsuki (ex 27-Gō kuchikukan)   | Fujinagata (Osaka)   | 1º dicembre 1924 | 25 marzo 1925    | 15 novembre 1925      | Affondato il 21 settembre 1944 da attacco aereo nella rada di Manila (15°35′N 120°55′E)                                               |
| Kisaragi (ex 21-Gō kuchikukan)  | Maizuru              | 3 giugno 1924    | 5 giugno 1925    | 21 o 25 dicembre 1925 | Affondato l'11 dicembre 1941 da attacco aereo a sud-ovest dell'Isola di Wake (18°55′N 166°17′E)                                       |
| Yayoi (ex 23-Gō kuchikukan)     | Uraga (Tokyo)        | 11 gennaio 1924  | 11 luglio 1925   | 28 agosto 1926        | Affondato l'11 settembre 1942 da attacco aereo a nord-ovest dell'Isola di Vakuta, Trobriand (8°45′S 151°25′E)                         |
| Mutsuki (ex 19-Gō kuchikukan)   | Sasebo               | 21 maggio 1924   | 23 luglio 1925   | 25 marzo 1926         | Affondato il 25 agosto 1942 da attacco aereo 40 miglia a nord-est di Santa Isabel (7°47′S 160°13′E)                                   |
| Uzuki (ex 25-Gō kuchikukan)     | Ishikawajima (Tokyo) | 11 gennaio 1924  | 10 ottobre 1925  | 14 settembre 1926     | Affondato il 12 dicembre 1944 da motosiluranti a ovest di Palompon (11°03′N 124°23′E)                                                 |
| Fumizuki (ex 29-Gō kuchikukan)  | Fujinagata (Osaka)   | 20 ottobre 1924  | 16 febbraio 1926 | 3 luglio 1926         | Affondato il 16 febbraio 1944 durante il bombardamento aereo di Truk (7°24′N 151°44′E)                                                |
| Kikuzuki (ex 31-Gō kuchikukan)  | Maizuru              | 15 giugno 1925   | 15 maggio 1926   | 20 novembre 1926      | Affondato il 5 maggio 1942 da attacco aereo alle isole Florida (9°07′S 160°12′E)                                                      |
| Minazuki (ex 28-Gō kuchikukan)  | Uraga (Tokyo)        | 24 marzo 1925    | 25 maggio 1926   | 22 marzo 1927         | Affondato il 6 giugno 1944 da un sommergibile a sud di Tawi Tawi (4°05′N 119°30′E)                                                    |
| Mikazuki (ex 32-Gō kuchikukan)  | Sasebo               | 21 agosto 1925   | 12 luglio 1926   | 7 maggio 1927         | Affondato il 28 luglio 1943 da attacco aereo davanti a Capo Gloucester (5°27′S 148°25′E)                                              |
| Nagatsuki (ex 30-Gō kuchikukan) | Ishikawajima (Tokyo) | 16 aprile 1925   | 6 ottobre 1926   | 30 aprile 1927        | Incagliatosi presso la costa orientale di Kolombangara, danneggiato il 6 luglio 1943 da attacco aereo e abbandonato (8°02′S 157°12′E) |
| Yuzuki (ex 34-Gō kuchikukan)    | Fujinagata (Osaka)   | 27 novembre 1926 | 4 marzo 1927     | 25 luglio 1927        | Affondato il 12 dicembre 1944 da attacco aereo a nord-nord-est di Cebu (11°20′N 124°10′E)                                             |
| Mochizuki (ex 33-Gō kuchikukan) | Uraga (Tokyo)        | 23 marzo 1926    | 28 aprile 1927   | 31 ottobre 1927       | Affondato il 24 ottobre 1943 da attacco aereo a sud-sud-ovest di Rabaul (5°42′S 151°40′E)                                             |

## Modifiche al progetto

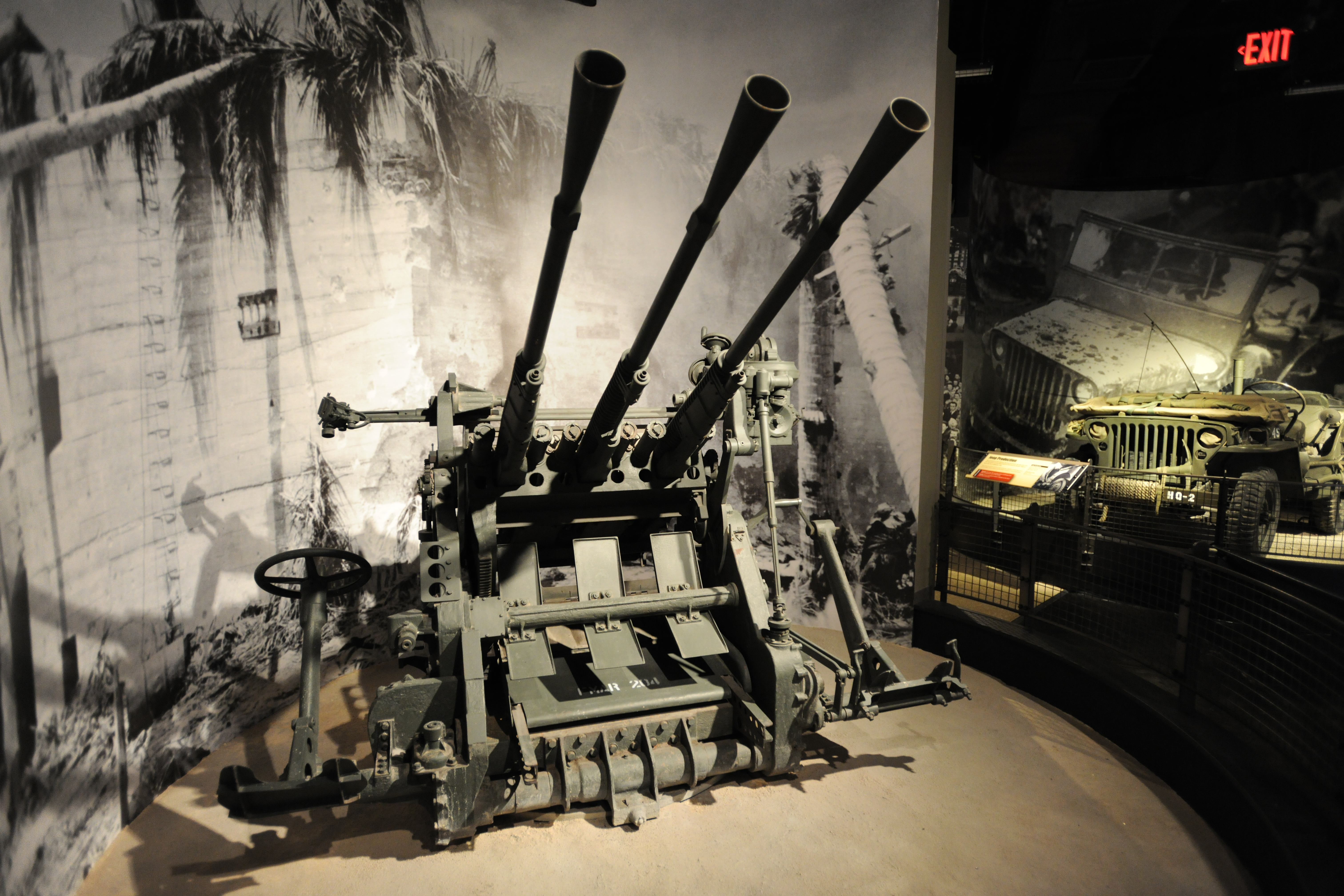
Il cannone contraereo Type 96, qui in configurazione tripla, fu assai diffuso su praticamente ogni unità navale della Marina nipponica

I Mutsuki cominciarono a subire modifiche già prima della guerra: agli apparati lanciasiluri furono agganciati scudi anti-scheggia e le cime dei fumaioli furono maggiormente inclinate. Lo Yayoi e il Mikazuki soltanto furono oggetto di interventi riguardanti l'apparato propulsore, effettuati nella prima metà del 1942. La prima unità ebbe sbassato il fumaiolo anteriore, la seconda fu privata di una delle quattro caldaie Kampon e accorciò quello posteriore. Non sono tuttavia esplicitati i motivi che spinsero a tali cambiamenti. Secondo un'altra fonte, invece, il Mikazuki fu sottoposto alla modifica nella prima metà del 1943.
Nel corso del 1942 e del 1943 cinque navi (Satsuki, Mikazuki, Fumizuki, Nagatsuki, Uzuki) furono convertite in trasporti d'assalto man mano che tornavano in Giappone per raddobbo: era stato pianificato di rimuovere parte dell'armamento pesante, del carico di mine e degli apparati di sminamento per creare spazi adeguati al trasporto di uomini e rifornimenti, oltre che per aggiungere due altri lanciatori per bombe di profondità, il cui numero fu raddoppiato a trentasei. Il dislocamento a vuoto aumentò a 1615 tonnellate e quello a pieno carico a 1944 tonnellate. Questo schema non fu però seguito pedissequamente e, infatti, il Nagatsuki mantenne intatta l'intera dotazione offensiva. Il Satsuki perse solo uno dei cannoni, mentre i restanti furono privati di due cannoni da 120 mm e, nel corso del 1943, dei tubi lanciasiluri poppieri pur di liberare spazio sul ponte; come effetto collaterale diminuirono i pesi in alto e le navi divennero più stabili. L'Uzuki rappresentò un caso unico poiché nel corso della conversione la poppa fu rimodellata in forma di rampa, allo scopo di lanciare e recuperare chiatte motorizzate classe Daihatsu, disposte sul ponte.

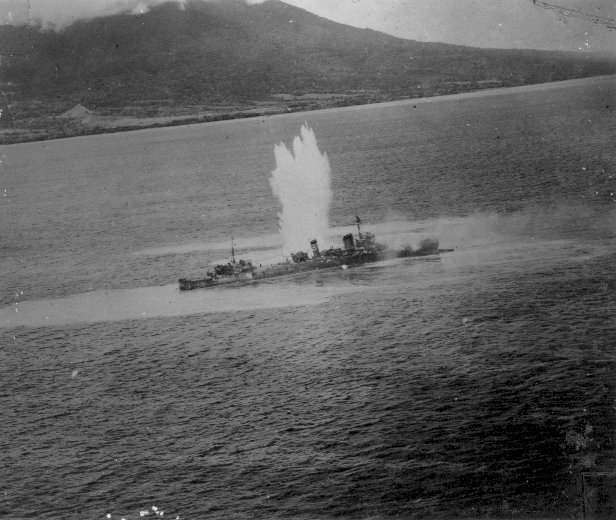
Il Mikazuki, immobile e bersagliato dall'aviazione statunitense il 28 luglio 1943, giorno della sua distruzione

Sin dalle prime settimane di guerra i Mutsuki iniziarono a incrementare, senza alcuna pianificazione ordinata, le armi contraeree di bordo; fece eccezione il Kisaragi, perduto nei primi giorni di guerra. In genere si iniziò a fissare una o due installazioni doppie di mitragliatrici pesanti Type 93 da 13,2 mm, poste dinanzi al ponte di comando e a poppavia del secondo fumaiolo, rimuovendo talvolta le mitragliatrici da 7,7 mm. In seguito (1942-1943) furono introdotti impianti binati o tripli di cannoni Type 96 da 25 mm L/60 e infine (1944) su supporto singolo, piazzati ovunque fosse disponibile un campo di tiro sgombro. Neppure in questo caso gli interventi furono regolati da direttive precise e, perciò, la dotazione contraerea variò molto da esemplare a esemplare: il Mutsuki, ad esempio, fece in tempo ad aggiungere solo due coppie di Type 93 prima di venire affondato. Nagatsuki e Kikuzuki ne imbarcarono una a testa soltanto e conservarono le Lewis da 7,7 mm, mentre lo Yayoi affiancò all'unica Type 93 di bordo tre impianti tripli su Type 96 e rimosse una delle Lewis. Il Mikazuki arrivò a disporre di due installazioni triple e quattro binate di Type 96, rinunciando alle mitragliatrici Lewis; il Mochizuki sbarcò un cannone da 120 mm per fare posto a dieci cannoni Type 96 (due impianti tripli, due doppi). Il Fumizuki fu dotato di un totale di dieci Type 96 (due installazioni triple, due doppie) e quattro mitragliatrici Type 93, suddivise in due coppie.
La gran parte dei Mutsuki fu colata a picco prima della fine del 1943 esclusivamente da attacchi aerei e il Fumizuki andò perduto nella rada di Truk il 16 febbraio 1944. I superstiti quattro continuarono a servire in ruoli di protezione al traffico navale lungo le rotte del sempre meno esteso Impero giapponese e aggiunsero ulteriori armi contraeree, in un disperato tentativo di contrastare la gravosa minaccia dei velivoli statunitensi: il Minazuki ebbe la stessa dotazione del Fumizuki; lo Yuzuki accumulò sedici Type 96 (due affusti tripli, due binati, sei individuali) e due mitragliatrici Type 93, pur perdendo due cannoni da 120 mm e metà dei tubi da 610 mm. L'Uzuki fu modificato allo stesso modo, eccetto per un terzo impianto trinato di Type 96. Il Satsuki, con ben diciannove Type 96 (due installazioni binate, due triple, nove singole) e cinque mitragliatrici Type 93 montate singolarmente, fu l'esemplare con la contraerea più numerosa.
Il Satsuki, l'Uzuki e lo Yuzuki furono gli unici della classe a essere dotati, sull'albero maestro, di un radar Type 13 per il rilevamento di bersagli aerei. Si trattava di un apparato introdotto alla fine del 1943, capace di localizzare un gruppo di velivoli alla distanza di poco meno di 100 chilometri, sebbene la sua portata effettiva fosse di quasi 150 chilometri.